# Pseudanthias cheirospilos
O anthias-do-Pacífico (Pseudanthias cheirospilos), é uma espécie de anthias nativo do Oceano Pacífico e algumas partes do Oceano índico, por muito tempo foi considerado sinônimo do anthias-dourado (Pseudanthias squamipinnis), sendo só considerado uma espécie distinta com uma revisão taxonômica mais aprofundada. O anthias-do-Pacífico possui características ecológicas similares ao seu primo anthias-dourado, vivendo em grandes cardumes liderados por um macho e com várias fêmeas. Se alimentam de plâncton e habitam paredões de corais próximos a coluna d'água.
O anthias-do-Pacífico é nativo do Oceano Pacífico e de algumas partes do Índico, sendo encontrado na Indonésia até o arquipélago da Sociedade, na Polinésia Francesa, para o sul da Coréia do Sul e extremo sul do Japão, em Okinawa, incluindo partes da Melanésia e Austrália.